# Loi relative à l'organisation des associations communales et intercommunales de chasse agréées
Pour les articles homonymes, voir ACCA.
 (juillet 2011).
Si vous disposez d'ouvrages ou d'articles de référence ou si vous connaissez des sites web de qualité traitant du thème abordé ici, merci de compléter l'article en donnant les références utiles à sa vérifiabilité et en les liant à la section « Notes et références ».
La loi no 64-696 du 10 juillet 1964 relative à l'organisation des associations communales et intercommunales de chasse agréées, dite « loi Verdeille » (du nom de son auteur Fernand Verdeille), est une loi française à l'origine des associations communales de chasse agréées (ACCA).

Cette loi est abrogée depuis le 17 avril 1991.

## Historique

### Législation antérieure
Depuis la Révolution française, le droit de chasse était lié au droit de propriété du sol. Repris par la loi du 3 mai 1844, le principe est encore énoncé sous la forme suivante : 

« Nul n'a le droit de chasser sur le terrain d'autrui sans son consentement préalable. »

Cela permet à chaque propriétaire d'opter : il peut exercer personnellement la chasse chez lui s'il est titulaire d'un permis de chasser ou faire apport de son fonds à une libre association de chasseurs, ou au contraire interdire la chasse sur ses terres.

### Mise en place de la loi
La loi Verdeille remet en cause ce régime général : là où se crée une ACCA, tout propriétaire foncier devient d'office membre de l'association et doit faire un apport forcé de son terrain au domaine de chasse communal. 

Toutefois,

- les terrains situés dans un rayon de 150 mètres autour de toute habitation, 

- les terrains entourés d'une clôture telle que définie par l'article 366 du code rural

- les terrains de l'Etat, des départements, des communes, des domaines et de la SNCF

ne sont pas intégrés à l'ACCA.

Enfin, seul le grand propriétaire foncier, possédant plus de vingt hectares d'un seul tenant (superficie portée à 60 hectares dans certains départements) peut faire opposition à l'intégration de son fonds dans ce territoire de chasse.

Toutes les communes du pays ne sont pas soumises à la loi Verdeille. Ce texte ne s'applique que dans les départements dont les conseils généraux ont adopté le système Verdeille : une trentaine de départements. Les chasseurs peuvent alors préempter d'office les terrains, y compris appartenant à des militants de la cause animale.

### Intégration au code rural et abrogation
En novembre 1989, les dispositions de la loi furent intégrées au livre II du code rural (ancien), intitulé : "Protection de la nature" (partie législative).

En avril 1991, la loi fut définitivement abrogée.